# Грей (графство)
Графство Ґрей (англ. Grey County) — графство у провінції Онтаріо, Канада. Графство є переписним районом та адміністративною одиницею провінції. Адміністрація графства знаходиться в містечку Овен-Саунд.
Графство було утворене у 1852,  назване на честь Чарльза Ґрея, 26-ого прем'єр-міністра Великої Британії у 1830-1834 рр.

## Адміністративний поділ

### Містечка
- Овен-Саунд (англ. Owen Sound)
- Блу-Маунтінс (англ. The Blue Mountains)
- Гановер (англ. Hanover)
- Міфорд (англ. Meaford)
- Чатсворт (англ. Chatsworth)
- Джорджен-Блафс (англ. Georgian Bluffs)
- Ґрей-Гайлендс (англ. Grey Highlands)
- Саутґейт (англ. Southgate)
- Вест-Ґрей (англ. West Grey)